# Fontaine-lès-Boulans

Fontaine-lès-Boulans este o comună în departamentul Pas-de-Calais, Franța. În 1 ianuarie 2022 avea o populație de 103 de locuitori.